# Claudine Rinner
Claudine Rinner (ur. 1965) – francuska astronom-amator.

## Życiorys
Przez 24 lata pracowała w Niemczech jako projektant układów scalonych. Mieszka w Ottmarsheim. Obserwacje prowadziła początkowo za pomocą teleskopu w swoim ogrodzie, a później przy użyciu teleskopów w Dax i Douban na południu Francji, oraz w ramach projektu MOSS (Morocco Oukaïmeden Sky Survey) za pomocą znajdującego się w Oukaïmeden w Maroku teleskopu zdalnie sterowanego przez Internet.
W latach 2003–2007 odkryła 60 ponumerowanych planetoid, w tym 57 samodzielnie. Odkryła także 3 komety: 373P/Rinner (oznaczenie tymczasowe P/2011 W2), C/2012 CH17 (MOSS) oraz 281P/MOSS (oznaczenie tymczasowe P/2013 CE31), za co w 2014 roku otrzymała nagrodę Edgar Wilson Award.
W uznaniu jej pracy jedną z planetoid nazwano (23999) Rinner.

## Lista odkrytych planetoid
| (90533) Laurentblind    | 28 marca 2004        |
| (120375) Kugel          | 10 sierpnia 2005     |
| (128627) Ottmarsheim    | 6 września 2004      |
| (133892) Benkhaldoun    | 7 września 2004      |
| (145566) Andreasphilipp | 25 lipca 2006        |
| (152320) Lichtenknecker | 27 października 2005 |
| (152472) 2005 WZ3       | 23 listopada 2005    |
| (157541) Wachter        | 27 października 2005 |
| (158913) Kreider        | 9 września 2004      |
| (164587) Taesch         | 17 lipca 2007        |
| (168127) 2006 GC3       | 6 kwietnia 2006      |
| (175402) 2006 OL10      | 25 lipca 2006        |
| (178014) Meslay         | 1 września 2006      |
| (184318) Fosanelli      | 2 kwietnia 2005      |
| (185309) 2006 UN291     | 27 października 2006 |
| (196945) Guerin         | 26 października 2003 |
| (197872) 2004 RK8       | 6 września 2004      |
| (198897) 2005 UZ7       | 26 października 2005 |
| (198973) 2005 VO3       | 6 listopada 2005     |
| (198974) 2005 VN4       | 6 listopada 2005     |
| (199633) 2006 GF3       | 7 kwietnia 2006      |
| (200020) Cadi Ayyad     | 14 lipca 2007        |
| (214485) Dupouy         | 26 października 2005 |
| (221175) 2005 UR7       | 26 października 2005 |
| (227337) 2005 UH8       | 27 października 2005 |

| (227749) 2006 HG58  | 21 kwietnia 2006     |
| (229441) 2005 UJ8   | 27 października 2005 |
| (229504) 2005 WA4   | 23 listopada 2005    |
| (236492) 2006 GG3   | 7 kwietnia 2006      |
| (245552) 2005 UF8   | 27 października 2005 |
| (255072) 2005 UP8   | 27 października 2005 |
| (261214) 2005 UO7   | 26 października 2005 |
| (262587) 2006 VD95  | 15 listopada 2006    |
| (277936) 2006 OO    | 18 lipca 2006        |
| (280813) 2005 UQ7   | 26 października 2005 |
| (280879) 2005 WB4   | 23 listopada 2005    |
| (281069) 2006 OO10  | 25 lipca 2006        |
| (290773) 2005 VL3   | 6 listopada 2005     |
| (290774) 2005 VM4   | 6 listopada 2005     |
| (295790) 2008 UP255 | 6 września 2004      |
| (308507) 2005 US7   | 26 października 2005 |
| (309208) 2007 HZ14  | 22 kwietnia 2007     |
| (311402) 2005 UU7   | 26 października 2005 |
| (318903) 2005 UQ8   | 27 października 2005 |
| (354758) 2005 UB8   | 26 października 2005 |
| (355022) Triman     | 31 sierpnia 2006     |
| (355029) Herve      | 1 września 2006      |
| (358482) 2007 RL    | 1 września 2007      |
| (360008) 2012 YR    | 12 września 2007     |
| (363952) 2005 UE8   | 27 października 2005 |

| (367066) 2006 OP10 | 25 lipca 2006        |
| (371386) 2006 RE   | 1 września 2006      |
| (371568) 2006 VC95 | 15 listopada 2006    |
| (376516) 2012 LH8  | 9 sierpnia 2007      |
| (391057) 2005 UWH7 | 26 października 2005 |
| (397027) 2005 UM8  | 27 października 2005 |
| (417130) 2005 VO4  | 7 listopada 2005     |
| (440793) 2006 OK10 | 25 lipca 2006        |
| (475017) 2005 UC8  | 26 października 2005 |
| (475781) 2006 XU1  | 10 grudnia 2006      |
| 1.                 |                      |